# A Panela do Diabo
A Panela do Diabo é o décimo quinto e último álbum de estúdio do cantor e compositor brasileiro Raul Seixas e o segundo do cantor e compositor brasileiro Marcelo Nova, lançado em 19 de agosto de 1989 pela gravadora WEA, com gravações realizadas em maio de 1989 no Estúdio Vice-Versa, em São Paulo, e distribuição pela BMG Ariola. O disco foi possível pela aproximação progressiva entre Raul e Marcelo que começou a se intensificar a partir de 1984 e viria a culminar em duas turnês conjuntas (Anestesia, de novembro de 1988 até maio de 1989, e A Panela do Diabo, de 02 de junho até 13 de agosto de 1989) e este álbum.
O disco foi muito bem recepcionado pela crítica especializada e teve vendagem de mais de 150 mil cópias no seu ano de lançamento, rendendo um disco de ouro aos artistas. Possibilitou, também, a aproximação de Raul com as novas gerações, apresentando o artista e preparando o terreno para a condição de "mito" que ele adquiriria nos anos seguintes à sua morte, com reedições de seus álbuns e o lançamento de diversas coletâneas. É conhecido pelas canções "Carpinteiro do Universo" e "Pastor João e a Igreja Invisível".

## Antecedentes
Raul Seixas já era um artista estabelecido no mercado fonográfico brasileiro, tendo gravado alguns dos melhores álbuns de rock no Brasil nos anos 1970. Entretanto, após sair da Philips, a carreira de Raul experimentou diversos altos e baixos. Assim, apesar de ter gravado diversos sucessos radiofônicos e alguns bons álbuns neste período, o artista veterano tornou-se cada vez mais uma figura mal vista pelas gravadoras e promotores de shows no Brasil. Marcelo, por outro lado, apesar de não muito mais novo do que Seixas - apenas 6 anos os separavam - começou mais tarde na carreira artística, tendo alcançado grande sucesso com o seu grupo, o Camisa de Vênus. Ainda, apesar de Marcelo ser admirador de Raul e ter frequentado seus shows desde a época dos Panteras, o primeiro encontro entre os dois deu-se quando a banda de Marcelo Nova tinha uma apresentação marcada no Circo Voador, no Rio de Janeiro em 1984. Antes da apresentação, eles foram informados que Raulzito viria vê-los. Assim, todos acabaram juntos no palco tocando uma seleção de covers de clássicos do Rock de improviso. Depois disso, Marcelo foi ver um espetáculo de Raul em São Paulo, no dia 16 de março de 1985, na danceteria Raio Laser. Ao fim da apresentação ele se aproxima para cumprimentar o artista e eles trocam telefones e endereços, começando a se visitar mutuamente.
Em dezembro de 1985, Raul - já separado de Kika Seixas - faz sua última apresentação naquele ano e fica quase 3 anos longe dos palcos, devido a problemas de saúde - o cantor sofria de pancreatite crônica causada pelo alcoolismo e precisava constantemente de insulina - e de confiança dos promotores de shows no país. A aproximação entre os dois estreita-se mais com a regravação pelo grupo de Marcelo de "Ouro de Tolo", no disco Correndo o Risco, lançado pela WEA em 1986. No ano seguinte, a amizade passa a incluir a parceria musical quando ambos compõem e dividem os vocais em "Muita Estrela, pouca Constelação" - uma ácida crítica à indústria do entretenimento, com letra de Marcelo e música de Raul - lançada no álbum daquele ano do Camisa, Duplo Sentido. Neste período, Raul lançou, em 1987, Uah-Bap-Lu-Bap-Lah-Béin-Bum! - disco de ouro, graças à "Cowboy Fora da Lei" - e A Pedra do Gênesis, em 1988 - um fracasso comercial. Apesar do relativo sucesso discográfico, Raul continuava afastado dos palcos.
Isso só mudou quando Raul teve uma nova crise de saúde e, durante um jantar com Marcelo em Salvador, queixou-se da sua situação financeira que dificultava tratar de seus problemas de saúde. Nova ofereceu a Raul a oportunidade de dividirem o palco - e o cachê - do show que ele faria com sua banda no dia seguinte, na capital baiana. Assim, em 18 de setembro de 1988, na Concha Acústica do Teatro Castro Alves, Raul voltava aos palcos, acompanhado de seu amigo Marcelo Nova. O show foi um sucesso que se repetiu nas outras duas apresentações de Marcelo no teatro naquele fim de semana. Assim, Marcelo e Raul embarcaram em uma turnê celebratória da volta de Raul aos palcos - batizada de Anestesia - que durou de novembro de 1988 até maio de 1989, quando receberam convite de André Midani para gravarem um álbum juntos e lançá-lo pela sua gravadora, a WEA.

## Gravação e produção
As canções que viriam a fazer parte do disco começaram a ser compostas por Marcelo e Raul ainda durante a turnê Anestesia, já que, segundo Marcelo, inconscientemente, eles acreditavam que fariam um disco mais cedo ou mais tarde. Assim, quando o contrato de Raul com a Copacabana encerrou-se e veio o convite de Midani, eles puderam "trancar-se em casa" e produzir a maioria das músicas. Então, as gravações transcorreram, de certo modo, rapidamente, no curso do mês de maio de 1989, no Estúdio Vice-Versa, em São Paulo. Após o disco estar gravado, veio o lançamento do primeiro single - "Carpinteiro do Universo" - e o início da turnê de divulgação - com shows no Olympia, em São Paulo, entrevista no Jô Soares Onze e Meia, e apresentação no Domingão do Faustão -, tudo em junho de 1989. Os músicos prometiam que o disco teria muito rock e rhythm and blues. Durante esta turnê, antes de um show em Santa Bárbara d'Oeste, os músicos descobriram que um grupo de religiosos evangélicos distribuía panfletos associando os dois ao diabo: aquela foi a dica para a escolha do nome do disco. O álbum foi mixado no Estúdio nas Nuvens, de Liminha, no Rio de Janeiro. A turnê acabou no dia 13 de agosto com um último show em Brasília, no Ginásio Nilson Nelson.

## Resenha musical
O álbum começa com uma versão a cappella - e embriagada - de "Be-Bop-A-Lula", de Gene Vincent, um clássico rockabilly dos anos 50. Em seguida, o álbum traz o rock autobiográfico "Rock 'n' Roll" que explora histórias da vida de Raul e Marcelo e cita diversos artistas de rock and roll, como Little Richard e Chuck Berry, além de comparar o artista nordestino de forró Genival Lacerda com os pioneiros do rock Elvis Presley e Jerry Lee Lewis. Depois, temos um dos singles e grande sucesso do disco, "Carpinteiro do Universo", uma balada "country-caipira" - mistura de música country com música sertaneja de raiz - que tem como temática a impossibilidade de "arrumar o mundo" e de "tudo consertar" e que foi considerada, por Luís Antônio Giron, como "uma das melhores canções já realizadas no rock nacional", com sua melodia lenta e fácil e sua letra lírica. "Quando Eu Morri" é um blues que tem a morte e o abuso de substâncias como temática: interessante notar que esta temática aparece de modo manifesto apenas nesta composição de Marcelo e em outra estrofe sua no rock de abertura ("Por aí os sinos dobram e isso não é tão ruim / Pois se são sinos da morte, eles ainda não bateram para mim / E até chegar a minha hora, Eu vou com ele até o fim"). "Banquete de Lixo" é outra que também fala sobre abuso de substâncias.
O lado B abre com o outro rock, "Pastor João e a Igreja Invisível", que critica o "exercício da fé". "Século XXI" é um amargo raio x "da depressão de fim de século sem perspectiva". "Nuit" é a canção mais pesada do disco, a única somente de Raul (e sua esposa na época da composição, Kika Seixas), e é uma espécie de resumo de sua filosofia setentista, com um gosto amargo de derrota. Seu nome é derivado de uma deusa egípcia e traz em um de seus versos uma referência velada à morte através de uma citação de um trecho do capítulo "Morte", de As Dores do Mundo, de Schopenhauer. "Best Seller" e "Cãibra no Pé" seguem a fórmula bem sucedida dos country rocks do restante do disco. "Você Roubou meu Videocassete" foi destacada nas resenhas pela sua melodia considerada "feia".

## Recepção

### Lançamento
O álbum foi lançado no dia 19 de agosto de 1989 - em LP, Fita cassete e CD - pela gravadora WEA (distribuído pela BMG Ariola) e, dois dias depois, viria a falecer - vítima de um ataque cardíaco, de madrugada, em seu apartamento - Raul Seixas, aos 44 anos. Não se sabe se apenas por suas qualidades, ou se houve alguma influência da morte de Seixas, mas o álbum vendeu mais de 150 mil cópias em seu ano de lançamento, rendendo um disco de ouro a Raul e Marcelo - sendo que o de Raul foi entregue a sua família. De qualquer modo, o lançamento acabou sendo eclipsado pelo trágico fim de um de seus autores e, ao mesmo tempo, beneficiou-se da exposição massiva que Raul Seixas passou a ter em toda a mídia nacional. Suas músicas voltaram a tocar no rádio e especiais sobre sua carreira apareceram em jornais, revistas e na televisão.
A turnê de promoção do disco (batizada, também, de A Panela do Diabo) - que começou em junho com show no Olympia, em São Paulo, e terminou com a última apresentação da carreira de Raul no dia 13 de agosto no Ginásio Nilson Nelson, em Brasília - foi um absoluto sucesso de público, apesar da performance errática de Seixas em cima do palco, e funcionou como uma espécie de turnê de despedida para o músico veterano. A divulgação do álbum foi intensa em rádios, jornais e televisão, além do lançamento de dois compactos: "Carpinteiro do Universo" e "Pastor João e a Igreja Invisível".

### Fortuna crítica
| Críticas profissionais      | Críticas profissionais |
| Avaliações da crítica       | Avaliações da crítica  |
| Fonte                       | Avaliação              |
| --------------------------- | ---------------------- |
| Folha de S.Paulo (1989)     | Favorável              |
| Bizz (1989)                 | Favorável              |
| O Estado de S. Paulo (1989) | Favorável              |
| O Estado de S. Paulo (1989) | [ 8 ]                  |

O álbum foi extremamente bem recebido pela crítica especializada na época de seu lançamento. De fato, assim como em relação às vendagens, não se sabe o quanto a morte de Raul Seixas influenciou na fortuna crítica do disco. É verdade que a turnê de divulgação do trabalho - que teve início mais de 2 meses antes de seu lançamento - vinha recebendo cobertura extremamente favorável da imprensa especializada, especialmente por significar o retorno de Seixas aos palcos após quase 3 anos sem fazer shows pelo país. Entretanto, é de notar-se que as críticas foram unanimemente favoráveis e, com o passar dos anos, quase ninguém resolveu reavaliar o álbum.
Assim, o crítico Ayrton Mugnaini Júnior - escrevendo para a revista Bizz - avalia favoravelmente o disco, elogiando o seu rock direto e comparando-o ao supergrupo Traveling Wilburys. Também, considera que Raul canta melhor que Marcelo no álbum, embora não deixe de notar a desafinação geral da dupla, dizendo que ela se "encaixa perfeitamente no espírito country rock de todo o LP". Todos os críticos são uníssonos nos elogios à simplicidade dos arranjos e à qualidade das letras que combinam lirismo e críticas mordazes. Escrevendo para a Folha, Neufville avalia que o disco une a tradição à modernidade para reafirmar uma ideia de rock brasileiro: uma ideia que, simples e antiga, "associa o country norte-americano ao sertanejo, o blues à música caipira, tudo cimentado pelas raízes do rock 'n' roll". Lauro Lisboa Garcia, escrevendo para o Estadão, elogiou a acidez e ironia do álbum, dizendo que o disco é uma bordoada dos "feios, sujos e malvados" Raul e Marcelo "na fuça dos pequineses do biônico popinho brasileiro". Luís Antônio Giron, também para o Estado, elogia a acidez, a ironia e o rock bem-humorado do disco. Ressalta que o disco tem um gosto amargo de derrota e que vem daí a sua grandeza: ele "é o ataque que já se sabe derrotado pelos dobbermans do sistema".

## Legado
O álbum tornou-se cult com o passar dos anos, com "Carpinteiro do Universo" e "Pastor João e a Igreja Invisível" tornando-se clássicos do cancioneiro de Raul Seixas e, também, de Marcelo Nova. Ainda hoje, Marcelo Nova toca canções do disco e, até, o álbum completo em turnês comemorativas. Por outro lado, o grande legado do álbum foi o estabelecimento definitivo do lugar único de Raul Seixas no panorama da música popular brasileira, em especial no rock brasileiro. Assim, o álbum - e a sua turnê de divulgação - permitiu a apresentação de Raul a uma nova geração, abrindo espaço para a condição de ídolo que o músico baiano passaria a ostentar após a sua morte, com a edição de diversas coletâneas e a reedição de seus discos clássicos.

## Faixas
Todas as faixas escritas e compostas por Raul Seixas e Marcelo Nova, exceto onde indicado. 
| Lado A |                           |                                         |         |  |
| N.º    | Título                    | Compositor(es)                          | Duração |  |
| 1.     | "Be-Bop-A-Lula"           | Gene Vincent / Bill "Sheriff Tex" Davis | 0:20    |  |
| 2.     | "Rock 'n' Roll"           |                                         | 5:20    |  |
| 3.     | "Carpinteiro do Universo" |                                         | 4:34    |  |
| 4.     | "Quando Eu Morri"         | Marcelo Nova                            | 4:22    |  |
| 5.     | "Banquete de Lixo"        |                                         | 5:55    |  |

| Lado B         |                                    |                           |         |  |
| N.º            | Título                             | Compositor(es)            | Duração |  |
| 1.             | "Pastor João e a Igreja Invisível" |                           | 3:37    |  |
| 2.             | "Século XXI"                       |                           | 4:05    |  |
| 3.             | "Nuit"                             | Raul Seixas / Kika Seixas | 4:27    |  |
| 4.             | "Best Seller"                      |                           | 3:48    |  |
| 5.             | "Você Roubou Meu Videocassete"     |                           | 2:45    |  |
| 6.             | "Cãibra no Pé"                     |                           | 3:00    |  |
| Duração total: | Duração total:                     | Duração total:            | 42:13   |  |

## Certificações
| País   | Provedor | Certificação | Vendas    |
| ------ | -------- | ------------ | --------- |
| Brasil | ABPD     | BRA: Ouro    | : 150 mil |

## Créditos
Créditos dados pelo Discogs e pelo IMMUB.

### Banda Envergadura Moral
- Gustavo Mullem: Guitarra elétrica
- Johnny Chaves: Teclados
- Carlos Alberto Calazans: Baixo elétrico
- Franklin Paolillo: Bateria

### Músicos adicionais
- Vocais: Kris, Maria Eugênia e Fátima
- Guitarra elétrica: André Christovam
- Guitarra pedal steel: Rick Ferreira
- Violão: Paulo Calazans
- Violão de aço: Luiz Bueno de Carvalho

### Ficha técnica
- Direção artística: Liminha
- Produção: Pena Schmidt, Carlos Alberto Calazans, Marcelo Nova e Raul Seixas
- Gravação: Estúdio Vice Versa, em São Paulo
  - Engenheiro de som: Edu Santos
  - Masterização: Cacá Lima
  - Assistentes de estúdio: Guilherme e Oséas
- Mixagem: Estúdio nas Nuvens, no Rio de Janeiro
  - Engenheiro de som: Vitório Farias
  - Assistentes de estúdio: Joca e Mauro
- Corte de acetato: Paulo Torres, da BMG Ariola
- Coordenação Gráfica: Silvia Panella e Henrique Lisboa
- Fotos da capa: Dmimitri Lee
- Produção das fotos: Lays Negrini
- Fotos do envelope: Inez Silva